# Paulo Guedes
Paulo Roberto Nunes Guedes GCRB • GOMM (Rio de Janeiro, 24 de agosto de 1949) é um economista brasileiro. Foi ministro da Economia do Brasil no governo Jair Bolsonaro, de 2019 a 2023.
É formado pela Universidade Federal de Minas Gerais (UFMG), mestre e doutor pela Universidade de Chicago, e foi professor da Pontifícia Universidade Católica do Rio de Janeiro (PUC-Rio). Foi um dos fundadores do Banco Pactual e de vários fundos de investimentos e empresas, bem como vice-presidente do Instituto Brasileiro de Mercado de Capitais (Ibmec), criado para ser um instituto de pesquisas sobre o mercado financeiro.
Guedes foi anunciado em novembro de 2018 pelo então presidente eleito Jair Bolsonaro como titular do Ministério da Economia, que ainda não existia e viria a ser criado no dia da sua posse como ministro, em 1.º de janeiro de 2019. Até então, o único envolvimento político de Guedes havia sido em 1989, quando participou da elaboração do plano de governo do ex-ministro Guilherme Afif Domingos, que foi candidato à presidência da República nas eleições daquele ano.
No ano de 2019, foi eleito pela revista inglesa GlobalMarkets como melhor ministro da economia da América latina.

## Biografia
Nascido no Rio de Janeiro, Paulo Guedes é filho de uma servidora do Instituto de Resseguros do Brasil e de um vendedor de material escolar. Tem um irmão mais novo, Gustavo Henrique Nunes Guedes.
Estudou no Colégio Militar de Belo Horizonte (CMBH) entre 1961 e 1967. Naquele período, Guedes morou com a família no Bairro Barroca, na capital mineira, onde passou a infância e a juventude.
Graduou-se na Faculdade de Economia da Universidade Federal de Minas Gerais (UFMG) e completou o seu mestrado na Escola de Pós-Graduação em Economia da Fundação Getúlio Vargas (FGV).
Em 1974, obteve bolsa do Conselho Nacional de Desenvolvimento Científico e Tecnológico (CNPq) e ingressou no Departamento de Economia da Universidade de Chicago, instituição de referência. Por não ter sua pós-graduação brasileira reconhecida pela Universidade de Chicago, Guedes obteve novo mestrado, antes de ingressar no programa de doutoramento daquela universidade, concluído em 1978.
Também atuou como docente, em regime de dedicação parcial, na Pontifícia Universidade Católica do Rio de Janeiro (PUC-Rio) e no Instituto de Matemática Pura e Aplicada (IMPA) no Rio de Janeiro. Na época Guedes gostaria de ter atuado como docente da FGV, mas a instituição não tinha vagas.
Durante a ditadura militar chilena, aceitou uma cadeira de docência em tempo integral Universidade do Chile, então sob intervenção militar. Segundo jornalista chileno especializado em política brasileira:
quando Guedes voltou de Chicago para o Brasil com seu doutorado, sentiu-se  marginalizado. Os economistas que tinham a hegemonia naquele momento não lhe deram nem as posições acadêmicas nem os cargos no governo que ele sentia que merecia. Então, nos anos oitenta vem para o Chile, onde é recrutado por  Selume [Jorge Selume, ex-diretor de Orçamento do regime de Pinochet, que então dirigia a Faculdade de Economia e Negócios da Universidade do Chile]. Queria conhecer em primeira mão as reformas que os Chicago boys estavam promovendo no país.— Cristián Bofill, jornalista
Guedes afirmava pretender fazer no Brasil as reformas que foram feitas no Chile de Pinochet: autonomia do banco central, câmbio flutuante, equilíbrio fiscal (equilíbrio entre receitas e despesas públicas) e previdência social no regime de capitalização.
Paulo Guedes foi diretor técnico, sócio e docente do Instituto Brasileiro de Mercado de Capitais (Ibmec), na década de 1980, onde atuou por dezesseis anos.
Em 1983, foi um dos sócios fundadores do Banco Pactual, junto a André Jakurski e Luiz Cezar Fernandes.
Em 1986, uma previsão de Guedes sobre a falha do Plano Cruzado que seria apresentado naquele ano transformou-se numa aposta que alavancou o crescimento do Pactual quando no mesmo ano o plano viria a falhar miseravelmente. O economista nunca foi filiado a um partido político e sua única atuação anterior na política foi ao participar da elaboração do plano de governo do ex-ministro Guilherme Afif Domingos, quando este se candidatou a presidente da República nas eleições de 1989.
Em 1997, Guedes e Jakurski deixaram o Pactual quando Luiz Cesar pressionou pela transformação do banco de investimentos num banco de varejo,:35-30 e montou junto a Jakurski a gestora de recursos JGP Nextar Fund, onde era um dos responsáveis pela supervisão da gestão do Fundo JGP Hedge e pela estratégia das operações. Em 2007, a Comissão de Valores Mobiliários condenou Guees, Gustavo Henrique Nunes Guedes (seu irmão), e outras duas pessoas gestoras do fundo por terem lucrado R$ 590 mil com informações privilegiadas com transações na Bolsa de Valores. Apesar de ser apontado pelo próprio irmão como um dos gestores do fundo, Paulo Guedes foi absolvido porque, na avaliação da CVM, ele não teve participação direta na operação investigada.
Também tornou-se membro do conselho diretor da PDG Realty S.A Empreendimentos e Participações, da Abril Educação S.A. e da Localiza Rent a Car S.A. Também foi sócio-fundador do grupo financeiro BR Investimentos, que viria a ser da Bozano Investimentos (atual Crescera Capital), no qual ele saiu em 2018.
Atuou como colunista dos jornais O Globo e Folha de S.Paulo e das revistas Época e Exame, abordando temas ligados ao mercado de capitais e gestão de recursos. Em sua coluna no jornal O Globo, Guedes foi crítico do cenário político brasileiro, destacando a Operação Lava Jato como referência no combate à corrupção.
Guedes é a favor da integração econômica via moeda única regional na América do Sul

## Indicação ao ministério
Em novembro de 2017, Guedes foi anunciado pelo pré-candidato à Presidência da República Jair Bolsonaro, como sua escolha para Ministro da Fazenda num eventual governo.
O nome do economista foi bem recebido por uma parcela da mídia, bem como por investidores e banqueiros, em razão de suas posições ultraliberais. Na ocasião, a Bolsa de Valores, que havia começado o pregão em queda, subiu, embora o anúncio tenha sido visto, por uma parte da mídia e dos críticos de Bolsonaro, como um subterfúgio do pré-candidato para contornar sua então imagem de corporativista, militarista e antiliberal.
Embora ativo na área do mercado financeiro, Guedes jamais exercera função pública. Suas primeiras declarações acerca de suas intenções com respeito à política econômica foram recebidas com ceticismo por economistas e analistas financeiros, além de causar certo embaraço à própria equipe de transição do governo Bolsonaro. Em sua coluna do jornal O Globo, a jornalista Míriam Leitão observou:
Ao longo da vida pública, o deputado Jair Bolsonaro votou contra todas as propostas de privatização, quebra de monopólio, previdência e até o Plano Real. Votou a favor de privilégios de parlamentares e entrou na carreira política em defesa do soldo de militares e policiais. Nada que nem remotamente lembre a pregação liberal de Paulo Guedes em toda a sua carreira de economista e empreendedor.— Miriam Leitão

## Ministro da Economia

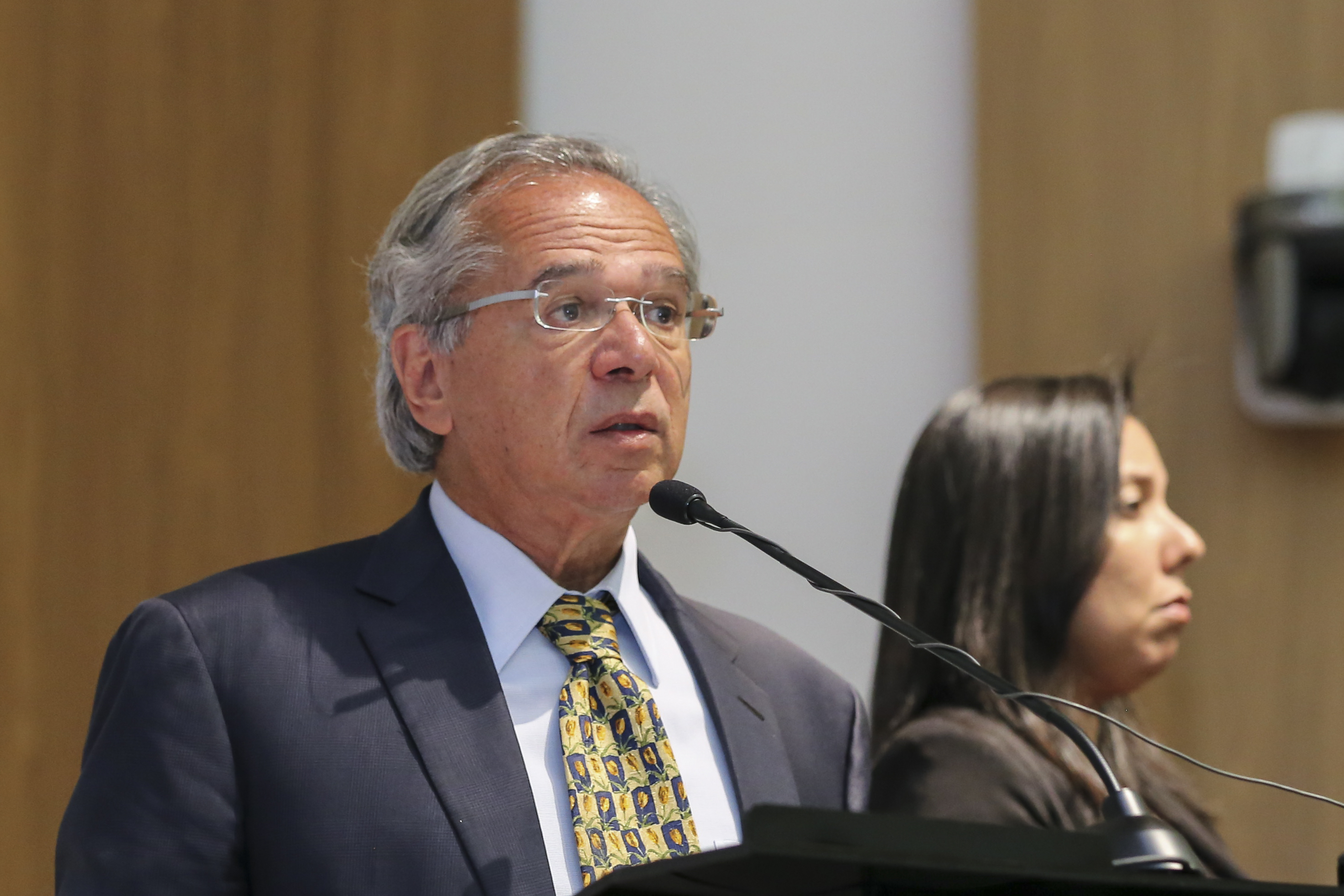
Guedes durante a cerimônia de transmissão do cargo do Ministro da Economia

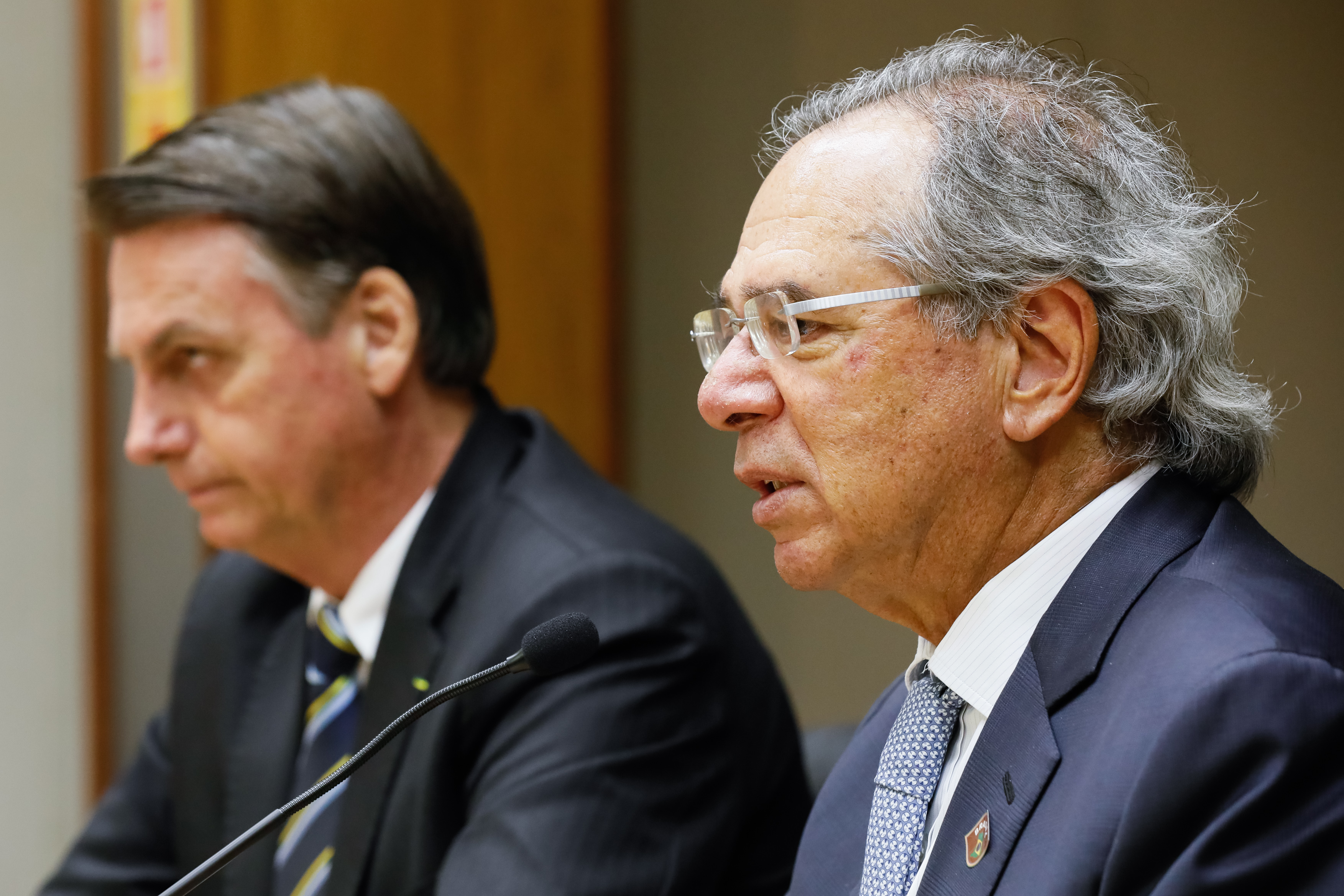
Bolsonaro com Guedes em reunião

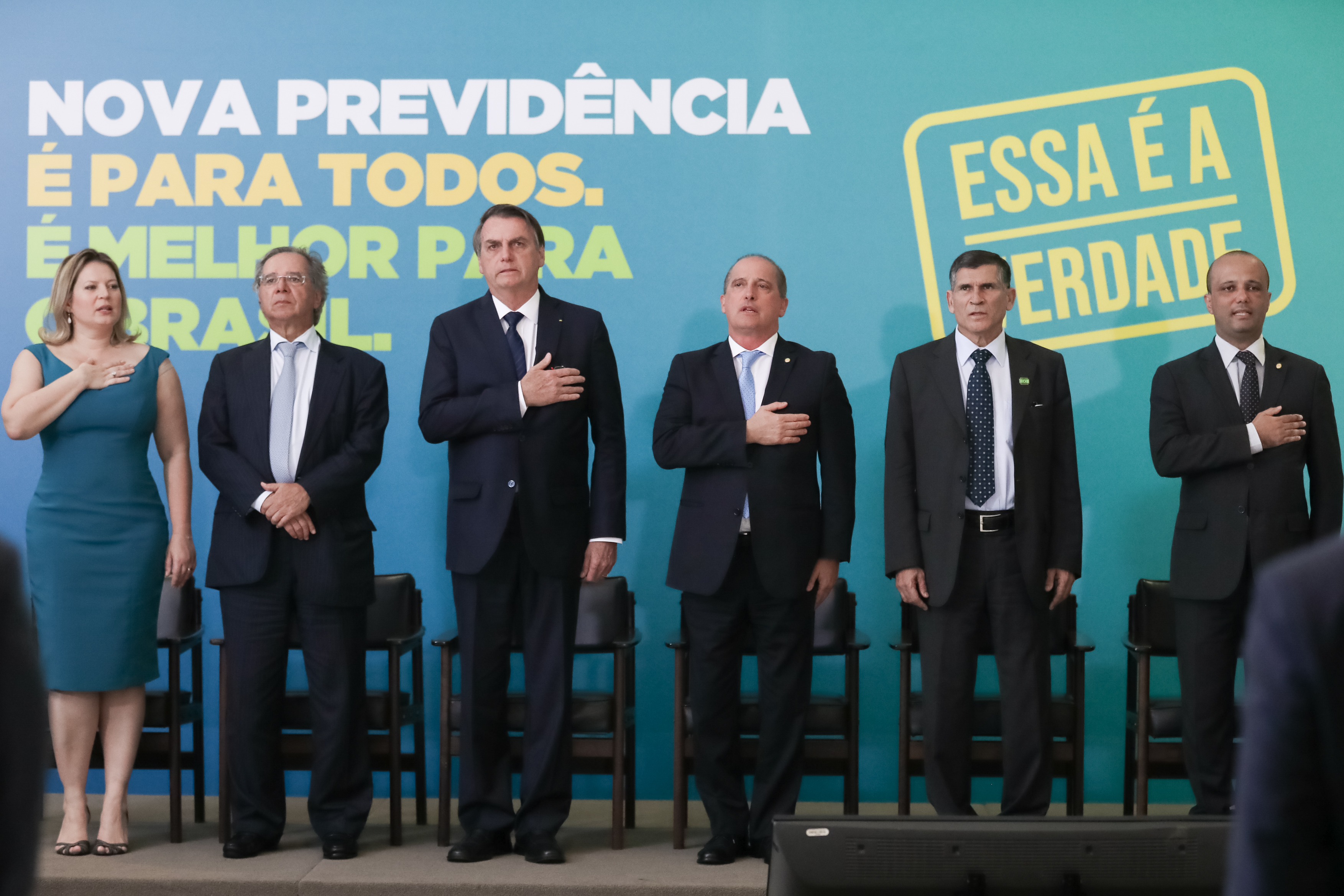
Execução do Hino Nacional durante a apresentação da 2ª fase da campanha publicitária da Nova Previdência

Guedes assumiu o Ministério da Economia em 1.º de janeiro de 2019, sendo o primeiro ministro confirmado no governo de Jair Bolsonaro. O ministério foi criado naquele mesmo dia, com a fusão dos ministérios da Fazenda, do Planejamento, Desenvolvimento e Gestão, da Indústria, Comércio Exterior e Serviços e parte do Ministério do Trabalho. O país ainda sentia os efeitos da crise econômica de 2014, que ele atribuiu, em sua visão de mundo liberal, a supostos aumentos dos gastos públicos: Alguns analistas chegaram a avaliar que, em termos de condução da política econômica, Guedes seja "tão neófito quanto Bolsonaro".
A dimensão fiscal foi sempre o calcanhar de aquiles de todas as nossas tentativas de estabilização. O descontrole sobre a expansão de gastos públicos é o mal maior— Paulo Guedes em seu primeiro discurso como ministro
Como ministro, propôs a reestruturação da área econômica com dois organismos principais, o Ministério de Economia e o Banco Central, formal e politicamente independentes. 
Geralmente considerado como um ultraliberal no campo econômico, Guedes tem sido defensor da privatização das estatais brasileiras, da reforma tributária e da reforma da previdência.

### Reforma da Previdência
Quanto à reforma da previdência, Guedes defendeu a mudança do sistema atual de repartição (regime no qual o pagamento dos aposentados é feito pelos trabalhadores ativos) pelo modelo de contas individuais de capitalização (onde cada trabalhador contribui durante a vida para sustentar seu próprio benefício previdenciário). O texto original da Reforma previa a mudança, no entanto a pauta foi derrubada pelos parlamentares durante a tramitação do projeto na Câmara.
O apoio do ministro ao novo sistema de capitalização foi criticado pela imprensa. Segundo alguns analistas do mercado, essa proposta de reforma radical da Previdência era suspeita, pois falava de capitalização sem deixar claro como seria feita essa transição. Segundo um analista de uma consultoria de risco, "Guedes diz que pagaria o custo com as privatizações, mas o processo de privatização é longo, então isso não está claro".

### Privatização e crise fiscal
Guedes assumiu um governo já com déficit orçamentário, e embora tenha proposto a reforma da previdência, a mesma não teria efeito a curto prazo.
Estava previsto um "amplo programa de privatizações" que aparece no plano de governo de Bolsonaro, que não especifica quantas ou quais das 147 empresas da União seriam vendidas, também há desconfiança. O objetivo seria utilizar todos os recursos obtidos com as privatizações para pagar a dívida pública.
O plano de reforma tributária esboçado por Guedes, prevê a simplificação e unificação de tributos federais e a descentralização e municipalização de impostos. O economista chegou a afirmar que pretendia recriar um imposto nos moldes da CPMF, o que não agradou o mercado: a ideia era a substituição do PIS, COFINS, IPI, IOF e outros – que, somados, representam 30 a 40 por cento do custo dos produtos industrializados – por um imposto único de aproximadamente 0,5% aplicado sobre as movimentações financeiras.
Além disso, Guedes propôs isenção do IRPF para quem possui renda de até cinco salários mínimos e uma alíquota única de 20 por cento no Imposto de Renda (IR), tanto para pessoas físicas como para pessoas jurídicas, gerando uma redução do imposto para as faixas de maior renda.
Ainda acenou com a possibilidade de eliminar a contribuição patronal para a Previdência Social (atualmente 20% sobre a folha de salários). Defende também diminuir a tributação dos lucros de empresas (IRPJ e CSLL, sendo que, atualmente, a alíquota incidente é de 34%: 25% de IRPJ + 9% de CSLL). A ideia de Guedes seria reduzir essa alíquota de 34% para 15% e, em contrapartida, taxar em 15% as retiradas de lucros dos sócios, com o intuito de estimular o reinvestimento dos lucros. Todavia, tendo em vista o déficit fiscal do Brasil, muitos analistas consideram que qualquer redução de impostos seja totalmente impraticável. A proposta está em tramitação na Comissão Especial da Câmara.
Ao final de março de 2020, durante a pandemia de COVID-19 no Brasil posicionou-se a juntamente com Sergio Moro, a favor do isolamento social, contrariando o presidente da República Jair Bolsonaro, concordando com a posição do então ministro da Saúde Luiz Henrique Mandetta. A confirmação veio pelo general Walter Braga Netto durante uma conferência de imprensa sobre a pandemia no país.
Para reduzir gastos, Guedes tenta emplacar a chamada PEC do pacto federativo, que pretende cortar salário de servidores e extiguir 769 municípios.

### Investigação sobre gestão fraudulenta
Em 2 de outubro de 2018, o Ministério Público Federal (MP) decidiu iniciar uma investigação preliminar acerca de suspeitas de fraude na gestão de fundos de investimentos administrados por Guedes. Desde 2009, esses fundos de investimento receberam aportes no valor de R$1 bilhão de reais, oriundos de fundos de pensão de empresas estatais brasileiras (destacando-se os fundos: Previ, do Banco do Brasil; Petros, da Petrobras; Funcef,  da Caixa Econômica Federal, e Postalis, dos Correios) que estão sob investigação de forças-tarefa da Polícia Federal, dentre as quais a Operação Greenfield, cujo foco são as aplicações na modalidade Fundo de Investimento em Participações, FIP.
Segundo o MP, depois de receber os recursos dos fundos de pensão, o Fundo BR Educacional, administrado por Guedes, investiu o dinheiro de seus cotistas em apenas uma empresa, a HSM Educacional S/A, também controlada por ele. Com os recursos oriundos dos fundos de pensão, a HSM Educacional comprou 100% do capital de outra empresa criada por Paulo Guedes, a HSM do Brasil S/A. 
Chamou a atenção dos investigadores o ágio de R$ 16,5 milhões pago pelas ações da HSM do Brasil. Depois disso, a HSM do Brasil S/A passou a apresentar prejuízos recorrentes. Segundo o Ministério Público, os fundos de pensão de estatais que aplicaram em dois fundos de investimento controlados por Paulo Guedes teriam perdido R$ 200 milhões. Em dezembro de 2018, a pedido do Ministério Público, foi instaurado inquérito pela Polícia Federal. Guedes negou as acusações, dizendo que a denúncia foi feita para "confundir o eleitor".

### Fala sobre o AI-5
No dia 25 de novembro de 2019, Guedes disse, em tom de ameaça, durante entrevista coletiva em Washington, DC: "Não se assustem então se alguém pedir o AI-5. Já não aconteceu uma vez? Ou foi diferente? Levando o povo para a rua para quebrar tudo. Isso é estúpido, é burro, não está à altura da nossa tradição democrática".
Sobre o risco de um possível contágio das manifestações que acontecem na América do Sul em solo brasileiro, ele pedia que a oposição "fosse responsável" e praticasse democracia. "Ou democracia é só quando o seu lado ganha? Quando o outro lado ganha, com dez meses você já chama todo mundo para quebrar a rua? Que responsabilidade é essa?", questionou. Guedes depois ponderou que um novo AI-5 "é inconcebível", mesmo "que a esquerda pegue as armas".
As declarações de Guedes provocaram várias críticas. "O AI-5 é incompatível com a democracia. Não se constrói o futuro com experiências fracassadas do passado", afirmou o presidente do Supremo Tribunal Federal (STF), Dias Toffoli, durante o Encontro Nacional do Poder Judiciário, em Maceió. O presidente da Câmara, o deputado Rodrigo Maia (DEM-RJ), lembrou, em fala ao jornal Valor Econômico, que o AI-5 previa o fechamento do Congresso Nacional e a suspensão de direitos constitucionais, como o Hebeas Corpus. "Usar [o AI-5] dessa forma, mesmo que sendo para criticar o radicalismo do outro lado, não faz sentido. O que uma coisa tem a ver com a outra?", questionou. "Você está usando argumento que não faz sentido do ponto de vista do discurso, e como não faz sentido, você acaba gerando insegurança em todos nós sobre qual é o intuito por trás da ação, de forma recorrente, desta palavra [AI-5]", completou.
As críticas vieram também de pessoas que se identificam com o liberalismo econômico idealizado pelo ministro. "Não tem 'mas', nem 'porém', nem 'todavia', nem qualquer outra conjunção adversativa. Quando, e se, houver protestos a democracia está plenamente equipada para lidar com eles. Nada justifica autoritarismo; simples assim", afirmou o economista Alexandre Schwartsman no Twitter. "E a máscara do liberalismo caiu. Ninguém vai para governo Bolsonaro por acaso. As ruas estão tranquilas. A cabeça dele não", afirmou a também economista Elena Landau. Deputados da oposição também representaram contra Guedes na Procuradoria Geral da República (PGR) e na Comissão de Ética da Presidência por apologia à ditadura militar brasileira e crime de responsabilidade. No Senado, a oposição pediu a convocação do ministro e propôs um voto de repúdio que ganhou apoio inclusive de líderes da direita.

### Offshoreem paraíso fiscal
Uma série de reportagens baseada em um megavazamento de dados sobre empresas offshore em 3 de outubro de 2021, conhecida como Pandora Papers e divulgados pelo Consórcio Internacional de Jornalistas Investigativos, revelou que Paulo Guedes é dono de uma offshore no paraíso fiscal das Ilhas Virgens Britânicas. Embora as offshores não sejam ilegais no Brasil, desde que declaradas à Receita Federal, o código de conduta da Alta Administração Federal proíbe, em seu Artigo 5º, que funcionários do alto escalão mantenham aplicações financeiras que possam ser afetadas por políticas governamentais, no Brasil e no exterior. Como as decisões e declarações do ministro poderiam impactar no câmbio, muitos especialistas enxergaram um possível conflito de interesses entre o cargo público exercido por Guedes e seu papel como investidor. No dia 5 de outubro de 2021, a Comissão de Trabalho convocou Guedes para explicar suas movimentações financeiras no exterior. A convocação foi proposta pelos deputados Kim Kataguiri e Paulo Ramos.
Em um comunicado, o Ministério da Economia afirmou que o ministro já havia declarado a offshore à Receita Federal e aos demais órgãos competentes, antes de assumir o cargo no Governo Federal.
Pedidos de abertura de uma investigação sobre o caso foram protocolados pelo senador Randolfe Rodrigues, não só para Guedes, mas também para o presidente do Banco Central, Roberto Campos Neto, que também tem offshores em paraíso fiscal. Cerca de uma semana depois o ministro Dias Toffoli, do Supremo Tribunal Federal, mandou arquivar os pedidos. Mesmo depois da decisão de Toffoli, Guedes foi convocado para prestar esclarecimentos na Câmara dos Deputados sobre a offshore em seu nome.

### "Nós roubamos menos"
Durante um evento na Associação Comercial de São Paulo em 27 de outubro de 2022, ao ser questionado pelo portal de notícias g1 sobre a promessa de alterar a faixa de isenção da tabela do Imposto de Renda dos trabalhadores que recebem até seis mil reais por mês, cometeu uma gafe ao responder, corrigindo-se em seguida:

Eu, se fosse o Bolsonaro, diria: tudo o que o Lula fizer, eu faço mais. Porquê? Porque nós roubamos menos...Nós não roubamos— Paulo Guedes, 27 de outubro de 2022

## Livros
- Política Econômica no período 2019-22 - Volume 1 (2024) [76][77]
- Política Econômica no período 2019-22 - Volume 2 (2024)[76]
- O Caminho da Prosperidade: Política Econômica no Período 2019-2022' (2025)[78]